# 컬러풀 (영화)
《컬러풀》(일본어: カラフル, Colorful)은 2010년에 개봉된 일본의 애니메이션 영화이다. 모리 에토의 동명 소설이 원작이며 《짱구는 못말려 시리즈》, 《갓파쿠와 여름방학을》의 하라 케이이치가 감독을 맡았다.

## 출연
- 고바야시 마코토 - 도미자와 가자토
- 사노 쇼코 - 미야자키 아오이
- 구와바라 히로카 - 미나미 아키나
- 프라프라 - 마이클
- 사오토메 - 이리에 진기
- 고바야시 미쓰루 - 나카오 아키요시
- 마코토의 엄마 - 아소 쿠미코
- 마코토의 아빠 - 다카하시 카츠미

## 평가
제34회 일본 아카데미상에서 애니메이션 작품상을 수상하였으며, 제65회 마이니치 영화 콩쿠르는 애니메이션 영화상을 수상하였다. 2011년 안시 국제 애니메이션 영화제에서는 관객상과 페스티벌 장편영화 특별상을 수상하였다.